# 沟智兔蛤
沟智兔蛤（学名：Leporimetis lacunosus），是帘蛤目樱蛤科Leporimetis属的一种。主要分布于南海、中国大陆，常出现在潮间带至潮下带，生活于浅海沙质海底。